# Ždaňa
Ždaňa (in ungherese Hernádzsadány) è un comune della Slovacchia facente parte del distretto di Košice-okolie, nella regione di Košice.